# Roger Voisin
Roger Voisin   (Angers, 26 de juny de 1918 - Boston, 13 de febrer de 2008) fou un trompetista clàssic estatunidenc d'origen francès. En 1959, el New York Times el va anomenar "un dels més coneguts trompetes en aquest país."

## Biografia
Roger Voisin va néixer a França, en un entorn familiar engrescat per la música. El seu pare, René Voisin, era un gran trompetista i membre de lOrquestra Simfònica de Boston. Roger va ser entrenat pel seu pare per tocar la trompeta. El 1928, Roger Voisin va arribar als Estats Units amb el seu pare, que es va unir a lOrquestra Simfònica de Boston llavors sota la direcció de Pierre Monteux i després de Serge Koussevitzky. Roger pren classes de trompeta amb dos músics, trompetistes francesos, membres de lOrquestra Simfònica de Boston, la segona trompeta Marcel Lafosse (1895-1969) i la primera trompeta Georges Mager (1885-1950), a més de classes de teoria musical amb el contrabaixista francès Gaston Dufresne.
El 1935, als 17 anys, Roger es va unir a lOrquestra Filharmònica de Boston i es va convertir en el seu músic més jove. Serà membre d'aquesta orquestra fins al 1973. Mentrestant, també es convertirà en solista i exercirà els seus talents a l'orquestra Boston Pops. Després de la Segona Guerra Mundial, durant la qual va ser mobilitzat a la Marina, va interpretar obres d'Alexandre Aroutiounian i Leroy Anderson. Es va convertir en la primera trompeta el 1949, en substitució del seu antic professor Georges Mager. Després va tocar sota la direcció de l'alsacià Charles Munch, que dirigiria l'orquestra de Boston del 1949 al 1962.
Roger Voisin va participar en nombrosos enregistraments de composicions clàssiques de Johann Sebastian Bach, Béla Bartók, Aaron Copland, Joseph Haydn, Georg Philipp Telemann o Antonio Vivaldi.
El 1975 es va convertir en professor titular a la Universitat de Boston, on va ensenyar trompeta a alumnes com Dennis Najoom entre d'altres. Va ser nomenat president del Departament d'Instruments de Vent i Percussió i Arpa, càrrec que va ocupar fins a la seva jubilació el 1999. El 1989, Roger Voisin va donar la seva biblioteca de música personal a la Universitat de Boston, on es troba arxivada a la biblioteca Mugar a la secció "Special Music Collections".
Roger Voisin va rebre el doctorat honorari del New England Conservatory el 1991, juntament amb el trompetista de jazz Dizzy Gillespie. Roger Voisin forma part del jurat del concurs de trompetes Maurice-André des del 1988.